# Barrow House (Cumbria)

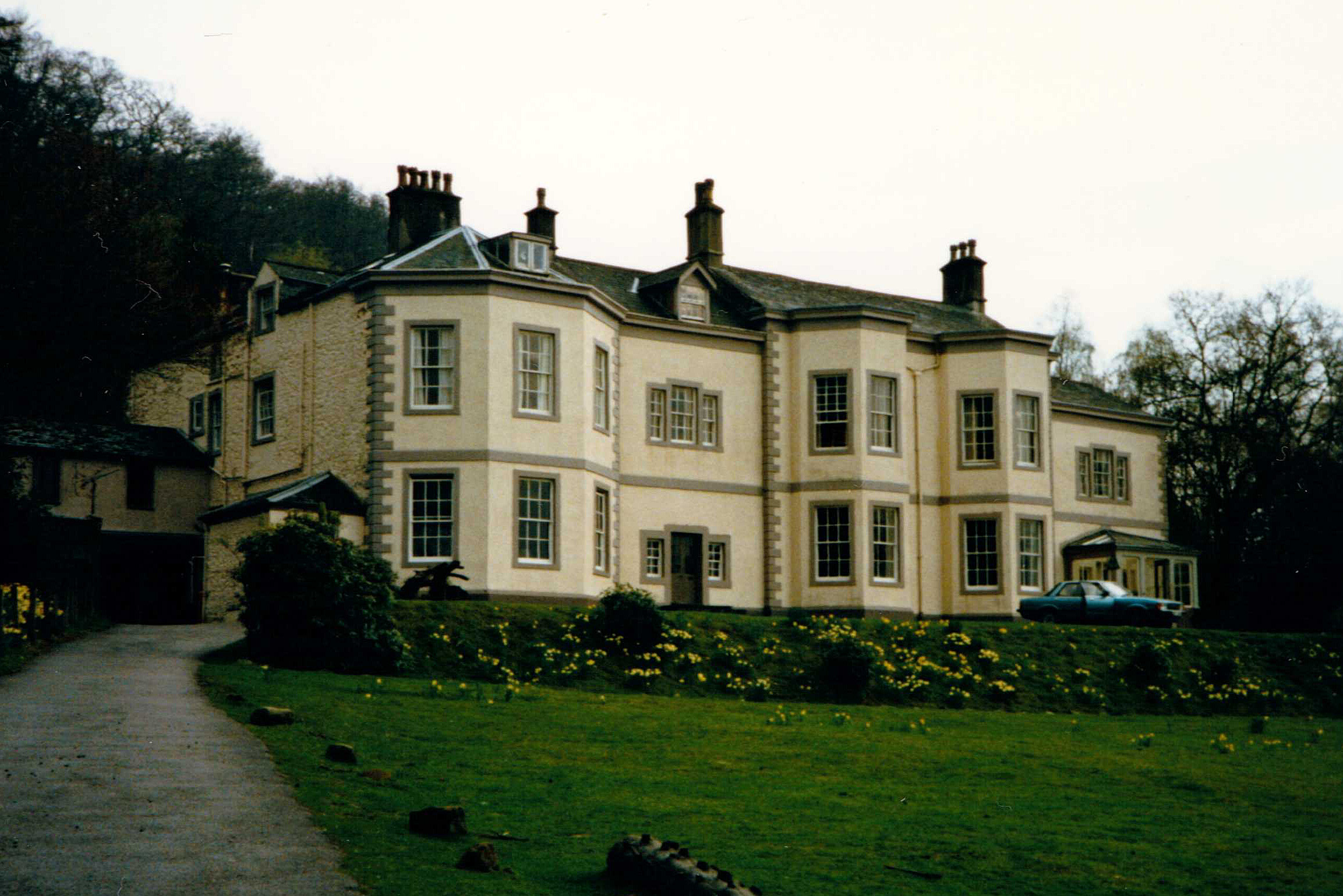
Front des Barrow House

Das Barrow House ist eine im 18. Jahrhundert errichtete Villa, die sich am Ostufer von Derwent Water in Borrowdale innerhalb des Nationalparks Lake District in der englischen Grafschaft Cumbria befindet. Das Haus ist ein denkmalgeschütztes Grade-II-Bauwerk und wurde seit der Zeit seiner Erbauung unterschiedlich genutzt. Es war zunächst ein Privathaus, diente später als Hotel sowie eine von der Youth Hostels Association (YHA) betriebene Jugendherberge und ist nun eine unabhängige Herberge.

## Geschichte
Die Bauarbeiten begannen am Barrow House im Jahr 1787, das Haus wurde von Joseph Pocklington (1736–1817) gebaut. Pocklingthon war der Sohn eines wohlhabenden Bankiers aus Nottinghamshire und galt bei Einheimischen als reicher Exzentriker. Er hatte im Alter von 26 Jahren ein großes Vermögen geerbt, das ihm erlaubte, ein Leben im Luxus zu führen. Im Jahre 1778 kaufte er Derwent Island House auf Derwent Isle, der nördlichsten Insel auf Derwent Water. Pocklington ließ verschiedene Gebäude auf der Insel bauen, mit denen er viele Einheimische verärgerte und die der Dichter William Wordsworth als „reine Kindereien“ beschrieb. 1796 verkaufte Pocklington Derwent Island House an General William Peachy und zog in das neu fertiggestellte Barrow House.
Die Baukosten für Barrow House betrugen 1.655 £. Es wurde ursprünglich als Barrow Cascade House bezeichnet, da Pocklington hinter dem Haus einen 33 Meter hohen Wasserfall schaffen ließ, der mit den nahe gelegenen Lodore Falls konkurrieren sollte. Er ließ zusätzliche Arbeiter einstellen, die zu diesem Zwecke einen Bach umleiteten und kanalisierten. Der Wasserfall wurde allgemein befürwortet, obwohl Samuel Taylor Coleridge, der nur wenig Gutes über Pocklington zu sagen hatte, ihn „den gewöhnlichen Wasserfall bei King Pocky’s“ nannte. Kurz nach Fertigstellung wurde zwischen der Rückseite des Hauses und dem Wasserfall eine Folly in Form einer kleinen Einsiedelei errichtet. Pocklington hoffte, dass er damit Touristen anziehen könnte, und bot einem Einheimischen gegen Bezahlung an, die Rolle eines Eremiten zu spielen (Schmuckeremit). Das Angebot wurde niemals angenommen, so dass die Folly unbewohnt blieb. Zu Beginn des 19. Jahrhunderts führten Umbauten am Haus zu seitlichen Verlängerungen und zur Umgestaltung der Fenster.
Pocklington verstarb 1817, das Haus blieb bis zur Umwandlung in ein Hotel in den frühen 1900er Jahren in Privatbesitz. 1931 entwickelte es sich zu einer Jugendherberge und ab 1950 diente es wieder als Hotel. Die Youth Hostels Association erwarb das Gebäude im Jahr 1961. Im Jahr 2011 wurde bekannt gegeben, dass das bis dahin als YHA-Herberge dienende Haus zur finanziellen Sanierung der YHA verkauft werden sollte. Das Haus wurde Ende 2011 für einen Preis von 1.250.000 £ zum Verkauf angeboten. Im November 2011 wurde Barrow House von einem einheimischen Geschäftsmann namens John Snyder erworben, der eine gemeinnützige Organisation einrichten ließ (Derwentwater Youth Hostel Ltd.), um das Haus als eine unabhängige Herberge zu betreiben. Die YHA gab ihr Einverständnis für die Beibehaltung des Namens Derwentwater Youth Hostel.

### Die Herberge heute
Seit November 2011 gehört die Herberge nicht mehr zur YHA, sondern wird von Kathy Morris und Dave Piercy für ein gemeinnütziges Unternehmen verwaltet. Die Herberge verfügt über 88 Betten in 11 Zimmern und ist auf Familien, Gruppen und Einzelpersonen ausgerichtet. Sie besitzt ein eigenes kleines Wasserkraftwerk.

## Architektur
Das Haus hat weiß lackierte Stuckwände und ein abgestuftes grünes Walmdach mit zwei Gauben. Kennzeichnend für die Front des Hauses sind drei große zweigeschossige Erker.